# A Lazarus-terv
A Lazarus-terv (eredeti cím: The Lazarus Project) 2008-as amerikai thriller-filmdráma, melynek rendezője és forgatókönyvírója John Patrick Glenn. A főszerepben Paul Walker, mint Ben, az egykori bűnöző, aki kap egy második lehetőséget az élettől. További szerepet Piper Perabo, Linda Cardellini, Malcolm Goodwin, Tony Curran és Bob Gunton alakítja. 
A film 2008. október 21-én jelent meg DVD-n.

## Történet
Ben Garvey, a megjavult bűnöző elveszíti állását bűnügyi múltja miatt. A börtönből való szabadulása után bátyja, Ricky meglátogatja, és ráveszi, hogy raboljanak aranyport  egy laboratóriumból. A rablás viszont vészesen balul sül el, Ricky és két másik ember meghal. A halálra ítélt Bent meglátogatja felesége és a lánya; Ben közli a lányával, hogy többé nem jön vissza. Ezután elmegy és felkészül a halálos injekcióra. Bent feltehetően kivégzik, de a következő felvételen egy ismeretlen férfi stoppol, aki megkérdezi tőle, hogy ő-e az új gondnok a közeli pszichiátriai kórházban, egy oregoni kisvárosban. Ben megtudja, hogy Istentől kapott egy második esélyt, és hogy a helyi elmegyógyintézetben kezdhet el dolgozni gondnokként. Ben haza akar menni, de elutasítják, és ahogy telik az idő, a magára hagyott feleségével és lányával együtt azon tűnődik, vajon valóban kicselezte-e a halált, vagy pedig egy sokkal sötétebb tudományos terv részévé vált mind ő, mind a kórház többi rabja.

## Szereplők
(Zárójelben a magyar hangok feltüntetve)
- Paul Walker – Ben Garvey, egy exfegyenc, aki kap egy második esélyt az élettől. (Bozsó Péter)
- Linda Cardellini – Julie Ingram, kórház pszichiáter, aki Bennek segít.[4] (Major Melinda)
- Malcolm Goodwin – Robbie, az egyik kórházi beteg. (Láng Balázs)
- Tony Curran – William Reeds, rendkívül erőszakos pszichopata. (Sörös Miklós)
- Bob Gunton – Father Ezra, egy pap. (Végvári Tamás)
- Piper Perabo – Lisa Garvey, Ben felesége. (Solecki Janka)
- Lambert Wilson – Avery, egy titokzatos alak. (Kőszegi Ákos)
- Shawn Hatosy – Ricky Garvey, Ben öccse. (Moser Károly)
- Brooklynn Proulx – Katie Garvey, Ben lánya. (Kiss Bernadett)
- Ross McMillan – Dr. James (Kajtár Róbert)
- Alex Sol – Phelps (Földi Tamás)
- Frank Adamson – Danny (Várday Zoltán)

## Számlista
A A Lazarus-terv filmzenéjét a Varèse Sarabande adta ki 2009. március 3-án. A zeneszerzői munkálatokat Brian Tyler végezte.
| #   | Cím                           | Hossz |
| --- | ----------------------------- | ----- |
| 1.  | Jaybird                       | 3:30  |
| 2.  | The Lazarus Project           | 3:00  |
| 3.  | Discovery                     | 5:56  |
| 4.  | The Divide                    | 2:33  |
| 5.  | Cold Harbor                   | 1:52  |
| 6.  | Avery                         | 3:07  |
| 7.  | Julie in the Cabin            | 3:20  |
| 8.  | A New Life                    | 3:20  |
| 9.  | The Break In                  | 4:08  |
| 10. | Passagesscapia                | 3:01  |
| 11. | The Jumper                    | 2:46  |
| 12. | Glimpses                      | 2:27  |
| 13. | The Revelation                | 3:02  |
| 14. | Voices from the Past          | 2:53  |
| 15. | The Forest                    | 2:33  |
| 16. | Portraits                     | 3:30  |
| 17. | I Want to Forget              | 2:30  |
| 18. | The Lazarus Project End Title | 3:52  |

## Fogadtatás
A film általánosságban vegyes reakciókat kapott a kritikusoktól. 2020 júniusában A Lazarus-terv a Rotten Tomatoes-on 60%-os népszerűséggel rendelkezik, öt kritika alapján, 5,43/10-es átlagértékeléssel.

## Fordítás
- Ez a szócikk részben vagy egészben  a   The Lazarus Project című angol Wikipédia-szócikk fordításán alapul.  Az eredeti cikk szerkesztőit annak laptörténete sorolja fel. Ez a jelzés csupán a megfogalmazás eredetét és a szerzői jogokat jelzi, nem szolgál a cikkben szereplő információk forrásmegjelöléseként.